# Святая Луция перед судьёй
«Святая Луция перед судьёй» (итал. Santa Lucia davanti al giudice) — художественный алтарь итальянского живописца Лоренцо Лотто (1480—1556), представителя венецианской школы. Создана в 1532 году для часовни церкви Святого Флориана в Ези. Хранится в коллекции художественной галереи Палаццо Пьянетти в Ези (регион Марке, Италия).

## История
Контракт на алтарь был подписан Лотто 11 декабря 1523 года, который специально для этого приехал в Ези. Он был заказан братством Санта-Лючия и предназначался для часовни церкови Святого Флориана. Работа, однако, была завершена только в 1532 году. Когда церковь была закрыта в 1870 году, произведение было перемещено в городской музей Ези, где экспонируется в пенакотеке музея.

## Описание

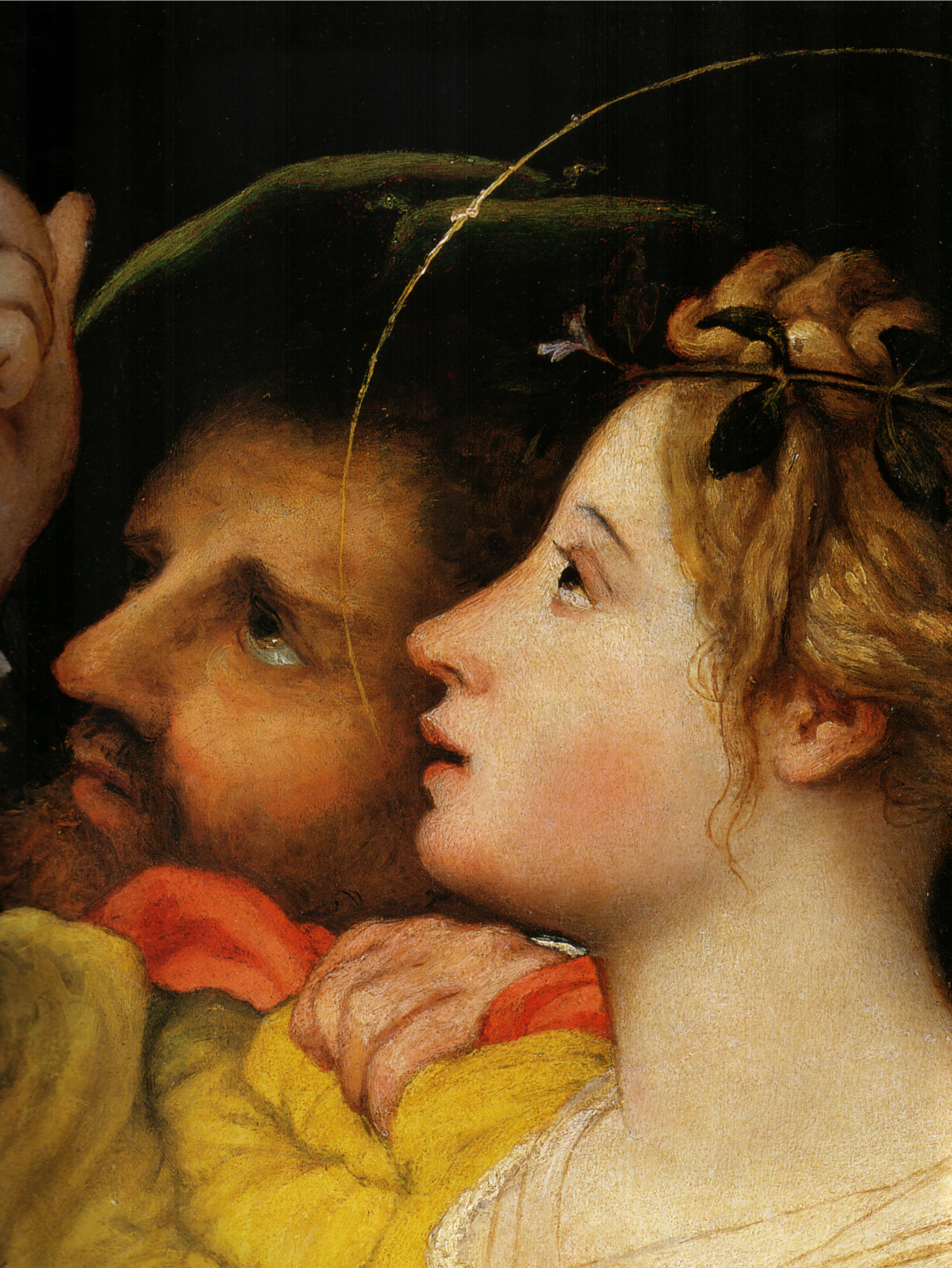
Деталь. Святая Луция в ореоле.

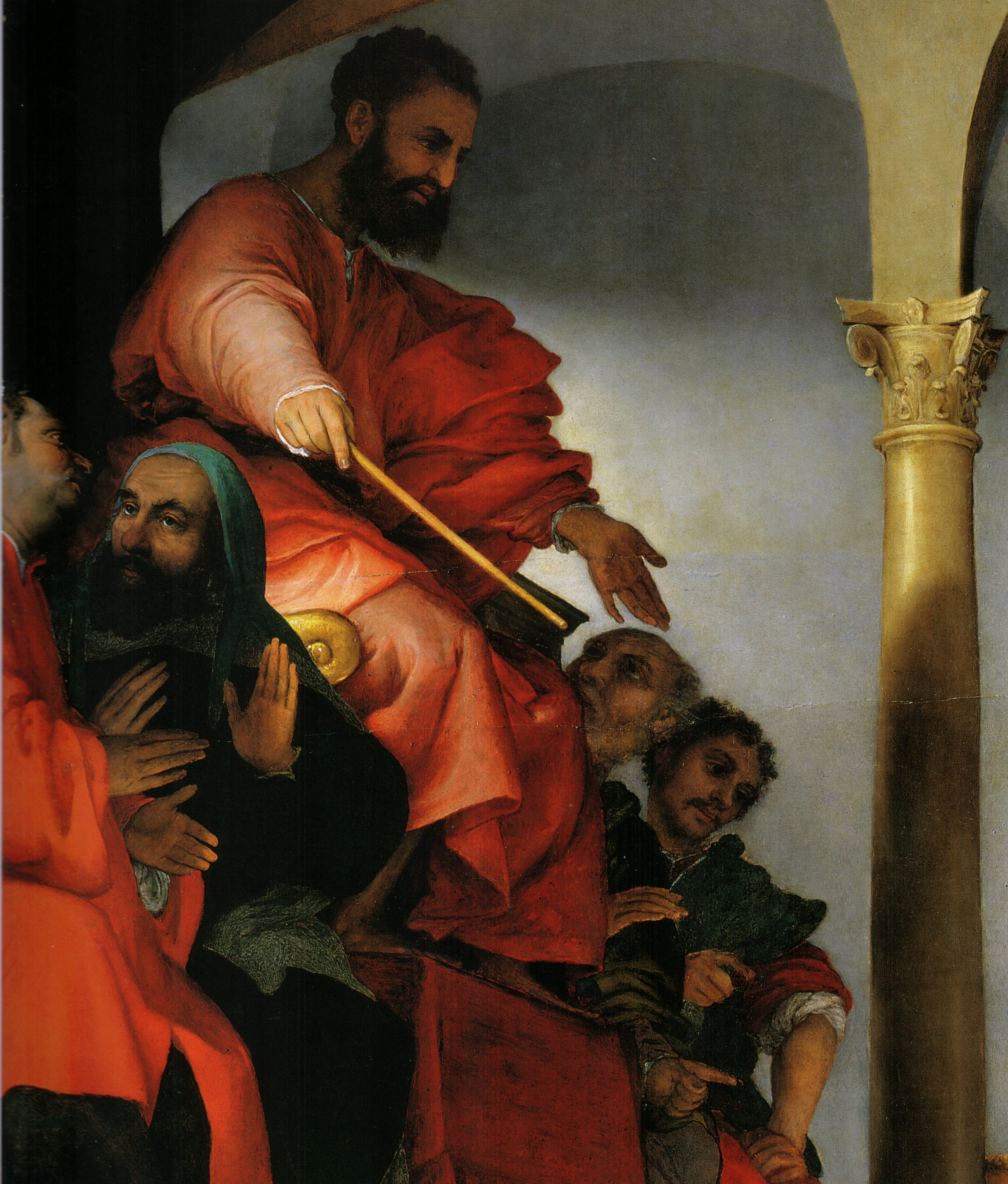
Деталь. Консул Паскасио.

Концепция алтаря восходит к тому же периоду Лотто, что и фрески в капелле графа Суарди, от которых художник уже имел необычный повествовательный настрой. Алтарь сопровождается пределлой с тремя эпизодами жизни Святой Луции, часто представляя сразу несколько эпизодов в одной сцене, причём святая Луция всегда легко узнаваема по её жёлтому платью и красному плащу. Посвящение в главной картине истории жизни святой, а не её фигуре во славе или Святое Собеседование или другому эпизоду из жизни Иисуса или Марии, являлось беспрецедентным для церковного алтаря. В первой части пределлы изображено исцеление матери Луции Евтихии святой Агафьей и посвящение Луции бедным. Согласно «Золотой легенде», святая Луция отказалась поклоняться языческим идолам, за что она предстала перед судьёй, римским консулом Паскасио, в первой части второй панели пределлы, отделённой от остальных зелёной занавеской. На центральной панели изображена женщина, осуждённая на содержание в борделе.
Сцена картины разворачивается вдоль переднего плана, с высоким троном судьи слева, в тени, символизирующей его антибожественное вдохновение, к которому Луция, представшей перед судьёй в центре сцены, обращается, красноречиво поднимая палец. За ней двое мужчин безуспешно пытаются утащить её.
Основная сцена происходит в лоджии, изображённой в стиле Возрождения, со статуей языческогом бога над порталом, в то время как передний план переполнен многочисленными персонажами. Справа выделяется группа святого и трёх негодяев, а слева чернокожая служанка, которая пытается удержать ребёнка, тянущего руки к святой Луции, — яркая нота повседневной жизни. Вверху можно увидеть появление голубя Святого Духа. Композиция картины направляет линиями взгляд зрителя к святой, централизуя её значимость. Линия руки судьи, линия служанки с ребёнком и линия руки мужчины, который пытается утащить святую, все указывают на неё.
Цветовая гамма — яркая с нетрадиционными сочетаниями и точным определением света и тени, часто с экспрессивной ролью. Точкой опоры композиции является фигура святой, залитой полным светом, которая действует как ось для всей сцены с её непреклонной вертикальной позой, что символизирует непоколебимую веру.
История жизни святой снова продолжаются в пределле, где Лотто разместил всё в пространстве без перерыва между второй панели и третьей, как в историях святой Варвары из Оратория Суарди. За зелёным занавесом, подобному занавесу народного театра, изображена более поздняя сцена святой перед судьёй, восемь пар волов, подгоняемых пахарями, не могут сдвинуть святую, которая продолжает стоять перед судьёй в той же позе с поднятым пальцем.
В пределле необычайно выражена световая и пространственная чувствительность: диагонально прорезающие линии света, вспышки (подобные бликам вотивных приношений, висящих на потолке храма в первой части) и последовательности сцен и жестов, вплоть до внезапного открытия городского вида, опосредованного элегантной лоджии здания суда.